# Atlas Shrugged Part III: Who Is John Galt?
Atlas Shrugged Part III: Who Is John Galt? is een Amerikaanse film uit 2014 gebaseerd op het boek Atlas Shrugged van Ayn Rand. De film is een vervolg op Atlas Shrugged: Part II uit 2012. De film werd slecht ontvangen door filmcritici en ontving geen enkele positieve recensie op recensie-website Rotten Tomatoes.
De film wist maar 850.000 dollar binnen te halen terwijl het een budget had van 5 miljoen dollar. 

## Rolverdeling
- Laura Regan - Dagny Taggart
- Kristoffer Polaha - John Galt
- Joaquim de Almeida - Francisco d'Anconia
- Eric Allan Kramer - Ragnar Danneskjöld
- Rob Morrow - Henry "Hank" Rearden